# کارلوس کئوسیان
کارلوس ادواردو کئوسیان لاگومارسینو (اسپانیایی: Carlos Eduardo Keosseián Lagomarsino‎؛ زادهٔ ۱۸ مارس ۱۹۸۸) بازیکن فوتبال ارمنی‌تبار اهل اروگوئه است.

## باشگاهی
از باشگاه‌هایی که در آن بازی کرده‌است می‌توان به Racing Club de Montevideo، Club Atlético Temperley، Juventud Antoniana، Atenas de San Carlos و 
Deportes Magallanes اشاره کرد.